# علاج رياضي
العلاج الرياضي هي مهنة رعاية صحية مساندة تعترف بها الجمعية الطبية الأمريكية منذ يونيو 1991. يخوَّل بهذه المهنة المعالجون الرياضيون ومختصو الرعاية الصحية  وهم المعالج الرياضي أو ما يسمي أخصائي الإصابات والتأهيل بالتعاون مع الأطباء، في سبيل تحسين نشاط المرضى والمراجعين. يتضمن العلاج الرياضي الوقاية، والتشخيص، والمساعدة في إنقاذ الحالات الطارئة والحالات الحادة والمزمنة مثل الضعف العام والقدرات الوظيفية المحدودة والإعاقات.
يندرج تحت العلاج الرياضي خمسة مجالات أقرت بها الطبعة السابعة (2015) من تحليل الممارسة لمهنة العلاج الرياضي
- الوقاية من الإصابات والأمراض، وتعزيز التحسن.
- الفحص، والمعاينة، والتشخيص.
- تقديم الرعاية الفورية الطارئة.
- التدخل العلاجي.
- إدارة الرعاية الصحية والمسؤولية المهنية.

يشغل المعالج الرياضي موقعًا مهمًا في فريق الرعاية الصحية في العيادات والمدارس الثانوية والكليات والجامعات ومراكز الرعاية الصحية الرياضية.

## أُطُر وظيفية
- العيادة.
- المستشفى.
- الشركات الصناعية / المهنية.
- الشركة.
- الكلية والجامعة.
- معهد العامين.
- المدرسة الثانوية.
- الرياضات الاحترافية.
- رياضات الهواة الشبابية الترفيهية.
- الفنون التعبيرية.
- القوات المسلحة / إنفاذ القانون / الحكومة
- عيادات / أندية الصحة واللياقة البدنية والرياضة وتحسين الأداء
- مشروع عمل مؤقت مستقل.

## التعليم

### وصف الدورة الجامعية
قد تتطلب جميع الدورات التدريبية اجتياز متطلبات سابقة. تختلف هذه المتطلبات ومحتواها أيضًا حسب المعهد والبروفيسور. تؤخذ المساقات المذكورة في القائمة لزيادة المعرفة في العلاج الرياضي.
- علم وظائف الأعضاء (فيزيولوجيا) الإنسان: صُمم هذا المساق لإحاطة الطلاب بفهم وظائف جسم الإنسان وتنظيمه وتكامل أعضائه فزيولوجيًا في الحفاظ على اتزانه.
- تشريح الإنسان: يُدرَس في هذا المساق تشريح جسم الإنسان وبنيته. يتضمن ذلك الجهاز العضلي، وتشريح الأعضاء، وتشريح الجهاز التنفسي والعظمي، والأوردة والشرايين. يساعد هذا المساق على تعلم كافة مكونات الجسم، وتتزامن غالبًا مع دراسة التشريح في المختبر لتعزيز المحاضرات.
- علم فيزيولوجيا الرياضة: يُدرس هذا المساق اختبار الاستجابات الحادة والتكيفات المزمنة  للوظائف الفزيولوجية ضمن نطاق واسع من الأنشطة البدنية تشمل جميع الأعمار والقدرات.
- علم الحركة: ترتبط بنية الجسم وتشريحه العضلي الهيكلي بحركة جسم الإنسان ومهاراته الرياضية. يسلط هذا المساق الضوء على العضلات ومنشئها ومغرزها وحركتها.
- التغذية: يؤكد هذا المساق مبادئَ التغذية الأساسية وأفكارها، وتطبيقاتها على الصحة الشخصية، والرابط بين الأكل وكيفية استخدامه في جسم الإنسان للحصول على الطاقة والتنظيم والبناء وامتثال الصحة. تُتناول أيضًا قضايا التغذية عبر مراحل مختلفة من دورة الحياة، وتُطرَح أمراض مزمنة محددة للنقاش.
- الوسائل العلاجية: يتمعن هذا المساق في خلفية التطبيقات السريرية للوسائل العلاجية في العلاج الرياضي. يدرس الطلاب النظريات الأساسية والتأثيرات الفيزيولوجية والاستطبابات وموانع الاستخدام لمختلف الوسائل العلاجية الممكنة في علاج إصابات العظام.
- رعاية وجيزة للإصابات والأمراض: يركز هذا المساق على إدارة التقنيات الطارئة الشائع استخدامها عند التعامل مع الصدمات والأمراض التي يعانيها المصابون في أثناء ممارسة الرياضة أو نتيجةً لها. ويتضمن ذلك تقييم الحالة الطبية الطارئة -مثل انقطاع النفس أو الدورة الدموية والصدمة والارتجاج وإصابة الحبل الشوكي- عند الرياضي.
- سيطلع الطلاب على السياسات والتقارير الخاصة بالحالات المنصوص عليها في الرابطة الوطنية للمعالجين الرياضيين (ناتا) والرابطة الوطنية لرياضة الجامعات والكلية الأمريكية للطب الرياضي ورابطة الأطباء الأمريكيين والجمعية الطبية الأمريكية فيما يتعلق بالوقاية والتقييم ومعالجة الإصابات الرياضية الحادة والأمراض.
- الفحص الجسدي للأطراف السفلية: دراسة معمقة مكثفة للأطراف السفلية تتضمن الفحص الجسدي، وتحديد الإصابة، والعلاج، والربط بالأشرطة الطبية، والتثبيت، والرعاية. تؤكد التجارب المخبرية الأساليبَ والتقنيات لتقييم إصابات / حالات الأطراف السفلية.[5]

### برنامج البكالوريوس في العلاج الرياضي أو التربية الرياضية تخصص علوم الصحة الرياضية
يقدم موقع لجنة تفويض المعالج الرياضي (CAATE) قائمة بكافة البرامج المعتمدة في الولايات المتحدة. وتقدم اسم الكلية التي تتصل ورابط الموقع. لا يمكن الحصول على درجة العلاج الرياضي إلا من مدرسة معتمدة للعلاج الرياضي.